# 地球の走り方 世界ラリー応援宣言
『地球の走り方 世界ラリー応援宣言』（ちきゅうのはしりかた せかいラリーおうえんせんげん）は、2017年2月8日（7日深夜）から2018年12月13日（12日深夜）までテレビ朝日で放送されていた世界ラリー選手権（WRC）を応援するバラエティ番組。トヨタ自動車の一社提供。

## 概要
2015年1月、トヨタが2017年よりWRCに参戦が決定。トヨタの参戦前年の2016年、テレビ朝日が2017年のWRC全戦をハイライトする番組が発表された。
2017年1月、番組の出演者とタイトルが決定。原則不定期の深夜で放送、番組はWRCの魅力を視聴者に伝えるための番組であり、ジャンルもスポーツではなく、バラエティーであった。番組前半はラリー開催地などに現地リポーターが出向き、ラリー関係者にインタビューを行う。そして後半にラリーの結果を放送するという形態。
2018年のシーズンをもって番組終了。トヨタ提供のWRC番組は『世界ラリー応援宣言2019』（出演:レイザーラモンRG）→『ラリージャパン応援宣言』（出演:柴田阿弥,EXIT）と5分番組に縮小されつつも継続している。

## 出演者
渡部建（アンジャッシュ）
当番組のメインMC。放送開始時点でラリー素人。
桂田アマンダ純
もう一人の番組MCであり、通称「ラリー女」。父は元スバルテクニカインターナショナルの桂田勝。ラリーの知識が豊富な人物であり、時には解説も勤める。最終回の2018年のラリー・オーストラリアにて現地リポートを行った。
コジナビ （児嶋一哉（アンジャッシュ））
ロケセットの車に設置されたカーナビ。主に番組の進行および、ラリーの解説を行う。放送開始時点でラリー素人。2017年のスペインではブリリアンと共にラリー観戦を行っている。
ブリリアン（コージ/ダイキ）
第一回放送でオーディションに合格した当時の人気芸人。ラリーの知識は全く無いままラリー開催地にリポーターとして派遣された。リポートを通して様々なヤリ＝マティ・ラトバラをはじめとした多くのドライバーと交流している。
パンダユナイテッド（石井勇気/菊地英之）
2018年のスウェーデンとイタリアで現地リポートを行ったブリリアンの先輩芸人。ラリーの知識は全く無し。
レイザーラモンRG
2018年のメキシコ回にてゲストとして出演。ラリーファンとして知識が豊富であり、セバスチャン・ローブが元体操選手である蘊蓄等を披露した。その後も何度か出演を果たしており、同年のラリードイツでは現地リポートとして息子と観戦に訪れている。
ゲスト
ラリーを知らないゲストを招き、共にスタジオから現地リポートやハイライトを視聴する。2018年のメキシコ回のRGや同年フィンランド回の脇坂寿一など、ラリーファンや関係者も出演した。

### ラリードライバー
視聴者に分かりやすくするため、ハイライトに登場するラリードライバーには番組が製作した異名が付けられている。
ヤリ＝マティ・ラトバラ (異名：無冠のエリート→トヨタの頼れる先輩)
トヨタのドライバー。ブリリアンの二人と多く交流し、彼らからは「ラトバラ先輩」と呼ばれ親しまれた。最終回ではゲスト出演を果たし、「彼らが僕の力になった」と二人の応援に感謝している。
オット・タナク (異名：池ポチャからの復活→池ポチャからの初優勝→トヨタに新加入→ラリー侍)
2017年なMスポーツ、翌年はトヨタに移籍したエストニア人ドライバー。2015年のラリーメキシコにて横転し、水没したクラッシュをよく番組で紹介された。2018年にはトヨタに移籍したため、ブリリアンからもよく絡まれる。
セバスチャン・オジェ (異名：絶対王者)
フォルクスワーゲンの撤退で2017年はMスポーツに加入した4年連続ラリーチャンピオン。番組放送中の2年も王者を防衛した。ブリリアンの二人を「ラリーコメディアン」と称している。
ティエリー・ヌービル (異名：メガネのクールガイ)
ヒュンダイのエース。番組放送中はオジェとチャンピオン争いを繰り広げた。ブリリアンの二人とよく絡んでおり、自身のtwitterにおいて二人との取材画像を掲示するほど。
ユホ・ハンニネン (異名：遅咲きのラリー職人)
2017年にトヨタのドライバーとして参戦。36歳で初のフル参戦ワークスドライバーであり、遅咲きの苦労人という演出がなされた。この年限りで引退したため、18年以降は出演していない。
クリス・ミーク (異名：爆走ジェントルマン)
シトロエンのエース。イギリス人ドライバーであるため、英国紳士という設定にされ、ボイスオーバーは常に敬語にされた。また、17年から18年にかけて数多くのクラッシュを起こしたことから、「やからし男」「やらかしジェントルマン」「爆笑ジェントルマン」と番組から不名誉な蔑称をつけられてしまった。18年のポルトガルをもってシトロエンを解雇される。
エサペッカ・ラッピ (異名：26歳の新星→トヨタの新星)
2017年のシーズン途中からトヨタの3人目とドライバーとして参戦した若いフィンランド人。同年ラリー・フィンランドでわずか参戦4戦目で総合優勝を果たす。渡部からは「デビューしたグラビアアイドルがいきなり雑誌の表紙を飾るようなもの」と称された。
エルフィン・エバンス (異名：日陰のラリー皇子)
Mスポーツのドライバー。イギリス出身の２世ラリースト。2017年のラリー・GBにて優勝し、Mスポーツのマニュファクチャラータイトルを決定付けた。
マッズ・オストベルグ (異名：コリンズクレストのお祭り男→お祭り男)
2017年はプライベーター。同年のスウェーデン回にて同ラリーの名物ステージ、コリンズクレストにて大ジャンプを紹介された。2018年はシトロエンに加入、ラリーフィンランドで優勝争いを演じた。なお、ミーク同様にボイスオーバーが性格を決めており、口調がヤンキー風になっている。
セバスチャン・ローブ (異名：ラリー怪獣)
2018年、シトロエンより3戦にスポット参戦を果たしたWRC9連覇を誇る元王者。同年のラリースペインの最終日にてタイヤ選択に成功し5年ぶりの優勝。その優勝に渡部は「漫画でも怒られる展開」と称した。
クレイグ・ブリーン (異名：喜怒哀楽男)
シトロエンのドライバー。2017年のラリーメキシコでは最終ステージでのトラブルを紹介された。2018年のラリースウェーデンにて優勝争いを演じる。
ヘイデン・パッドン
ヒュンダイのドライバー。異名はなし。2018年のスウェーデンおよびオーストラリアにて名前が登場。スウェーデンは最終ステージでラッピに逆転を許され、オーストラリアでは2位完走するもラトバラに優勝され、マニュファクチャラータイトルをトヨタに決められてしまった。
テーム・スニネン
Mスポーツのドライバー。異名はなし。2017年のフィンランド回にてダークホースとして紹介された。翌年はMスポーツのワークスドライバーとして11戦に参戦するも、番組では紹介されなかった。

## コーナー
構成は主に現地リポートとラリーハイライトの2つとなる。2018年以降は海外ロケが減少し、TGRラリーチャレンジや過去のラリーで起こったハプニングを紹介するコーナーも放送された。

## 放送局
地上波でのネット局は、トヨタの本社（愛知県）があるメ〜テレのみであった。
- テレビ朝日（制作局）
- メ〜テレ（時差ネット）

またTVer、Gyao!、abemaTVにて無料配信がなされた。